# Basketball Bundesliga de 1979–80
A Temporada 1979–80 da Basketball Bundesliga foi a 14.ª edição da principal competição de basquetebol masculino na Alemanha. A equipe do SSC 1846 Göttingen conquistou o seu primeiro nacional.

## Equipes participantes
| Clube               | Localização       |
| ------------------- | ----------------- |
| TuS 04 Leverkusen   | Leverkusen        |
| SSC Göttingen       | Gotinga           |
| MTV 1846 Giessen    | Giessen           |
| BSC Saturn Köln     | Colônia           |
| MTV Wolfenbüttel    | Volfembutel       |
| SSV Hagen           | Hagen             |
| USC Heidelberg      | Edelberga         |
| Hamburger TB        | Hamburgo          |
| USC Bayreuth        | Bayreuth          |
| Eintracht Frankfurt | Frankfurt am Main |

## Classificação Fase Regular

### Temporada Regular
| Pos. | Clube               | V  | D  | Pts      | Pts+ : Pts- | Classificação   |
| ---- | ------------------- | -- | -- | -------- | ----------- | --------------- |
| 1    | TuS 04 Leverkusen   | 16 | 2  | 32:04:00 | 1639:1358   | Grupo do título |
| 2    | SSC Göttingen       | 14 | 4  | 28:08:00 | 1507:1344   | Grupo do título |
| 3    | MTV 1846 Giessen    | 14 | 4  | 28:08:00 | 1495:1295   | Grupo do título |
| 4    | BSC Saturn Köln     | 12 | 6  | 00:12    | 1557:1353   | Grupo do título |
| 5    | MTV Wolfenbüttel    | 9  | 9  | 18:18    | 1393:1395   | Grupo do título |
| 6    | SSV Hagen           | 8  | 10 | 16:20    | 1568:1505   | Grupo do título |
| 7    | USC Heidelberg      | 5  | 13 | 10:26    | 1275:1454   | Playouts        |
| 8    | Hamburger TB        | 5  | 13 | 10:26    | 1310:1540   | Playouts        |
| 9    | USC Bayreuth        | 4  | 14 | 08:28    | 1284:1454   | Playouts        |
| 10   | Eintracht Frankfurt | 3  | 15 | 06:30    | 1485:1515   | Playouts        |

## Segunda Fase

### Grupo do Título
| Pos. | Clube             | V  | D  | Pts      | Pts+ : Pts- | Classificação |
| ---- | ----------------- | -- | -- | -------- | ----------- | ------------- |
| 1    | SSC Göttingen     | 24 | 4  | 48:08:00 | 2324:2095   | Campeão       |
| 2    | TuS 04 Leverkusen | 22 | 6  | 44:12:00 | 2492:2159   |               |
| 3    | MTV 1846 Giessen  | 19 | 9  | 38:18:00 | 2296:2091   |               |
| 4    | BSC Saturn Köln   | 16 | 12 | 08:24    | 2386:2172   |               |
| 5    | MTV Wolfenbüttel  | 12 | 16 | 00:32    | 2192:2228   |               |
| 6    | SSV Hagen         | 10 | 18 | 20:36:00 | 2339:2375   |               |

### Grupo Playouts
| Pos. | Clube               | V | D  | Pts      | Pts+ : Pts- | Classificação |
| ---- | ------------------- | - | -- | -------- | ----------- | ------------- |
| 1    | USC Bayreuth        | 8 | 16 | 16:32:00 | 1728:1860   |               |
| 2    | Hamburger TB        | 8 | 16 | 16:32    | 1702:1938   |               |
| 3    | Eintracht Frankfurt | 7 | 17 | 14:34    | 1975:2310   | Rebaixados    |
| 4    | USC Heidelberg      | 6 | 18 | 12:36    | 1690:1895   | Rebaixados    |

## Campeões da Basketball Bundesliga (BBL) 1979–80
| Campeões da BBL 1979–80       |
| ----------------------------- |
| ASC 1846 Göttingen 1.º título |

## Clubes alemães em competições europeias
| Clube             | Competição         | Resultado                                                   |
| ----------------- | ------------------ | ----------------------------------------------------------- |
| TuS 04 Leverkusen | Copa dos Campeões  | Eliminado na Fase de Grupos como 3º no Gr. C (2v - 4d)      |
| USC Bayreuth      | Copa Korać         | Eliminado na Segunda Fase por Antonini Siena (64-103;76-84) |
| MTV Wolfenbüttel  | Copa Korać         | Eliminado na Fase de Grupos como 4º no Gr. A (6v - 0d)      |
| -                 | FIBA Copa Europeia | -                                                           |